# Joakim Andersen (skribent)
Joakim Andersen är en svensk konservativ skribent inom den nya högern och identitära rörelsen. 2005 startade han den nyfascistiska bloggen Oskorei (ett annat namn för Odens jakt) som året efter blev en del av den högerextrema bloggen Motpol.nu.
Europaforskaren Niklas Bernsand har kallat Andersen "en vida citerad inspirationskälla för dem inom ytterhögern som söker en arena för att diskutera frågor om identitet och ideologi kopplat till aktuella politiska, ekonomiska, kulturella och intellektuella trender". Enligt Expo har han "spelat en betydande roll i att producera ideologiska texter".
Hans debutbok Ur ruinerna. 2000-talets höger växer fram gavs 2017 ut på Arktos förlag.

## Mohamed Omar-debatten
Andersen var central i en debatt om förhållandet mellan islam och svensk nationalism som bröt ut när poeten Mohamed Omar tog ställning för Hamas, Hizbollah och Iran, detta som en reaktion på Israels bombningar av civila i Gazakriget 2008–2009. Andersen gav sitt stöd till Omar och de två intervjuade varandra under våren 2009. Andersen menade att identitärer och traditionalister måste se liberalismen som sin huvudfiende och att liberala poäng emot islam helst ska undvikas, trots den populistiska potentialen i en invandringskritik på sådan grund. Andersens ställningstagande gav honom ett rykte som pro-muslimsk.